# Adiantum sinuosum
Adiantum sinuosum är en kantbräkenväxtart som beskrevs av Gardn. Adiantum sinuosum ingår i släktet Adiantum och familjen Pteridaceae. Inga underarter finns listade.